# Johann Reinhard Hedinger

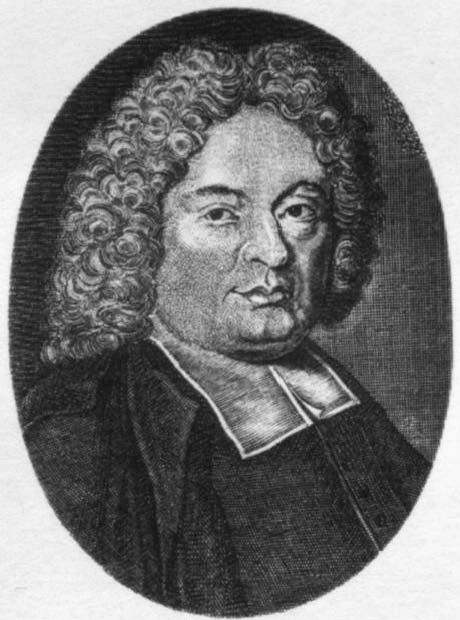
Porträt von Johann Reinhard Hedinger

Johann Reinhard Hedinger (* 7. September 1664 in Stuttgart; † 28. Dezember 1704 ebenda) war ein deutscher evangelischer Theologe, der als Vertreter des frühen Pietismus die Reformideen Philipp Jakob Speners in das Herzogtum Württemberg und seine Theologenausbildung einführte. Er verfasste die maßgeblichen Lehrbücher für die Fächer der Praktischen Theologie: Homiletik (Predigtlehre), Katechetik, Poimenik (Seelsorge). Auch ein Gesangbuch gab er heraus. Die Liturgie der württembergischen Konfirmation geht auf seinen Entwurf von 1704 zurück.

## Leben
Johann Reinhard Hedinger war der Sohn des Stuttgarter Hofadvokaten Johann Reinhard Hedinger (1639–1668) und der Prälatentochter Christiana geb. Schübel. Er besuchte zunächst die Deutsche Schule, dann die Lateinschule in Stuttgart und wechselte 1677 in die evangelische Klosterschule nach Hirsau, zwei Jahre später in die Klosterschule in Bebenhausen. Ab 1681 studierte er als Stipendiat des württembergischen Herzogs am Evangelischen Stift Tübingen. Er wurde an der Universität Tübingen am 13. August 1684 zum Magister graduiert.
Danach wurde Hedinger Prinzenerzieher, Reise- und Feldprediger des Herzoghauses. Von 1694 bis 1699 war er Professor für Naturrecht, später auch für Völkerrecht, und Prediger an der Universität Gießen. Dort erfolgte 1696 seine Promotion zum Dr. theol. 1699 wurde er Hofprediger und Konsistorialrat in Stuttgart.
Seine Veröffentlichung einer kommentierten und korrigierten Lutherbibel von 1704 löste große Auseinandersetzungen aus. In jenem Jahr
erschien auch eine Ausgabe des Neuen Testaments. Im Vorwort
ermahnt Hedinger in genuin pietistischer Weise den Christen zur privaten Bibellektüre: „die Heilige Schrift in die Hand [zu] nehmen, darin nachzuspüren und [zu] forschen“, um zum „tief verborgenen Gold – ich meine den richtigen Verstand himmlischer Wahrheiten – am besten gelangen [zu] können“.
Hedinger war seit 1694 verheiratet mit Christina Barbara geb. Zierfuß aus Kirchheim/Teck.

## Gedenktag
- 28. Dezember im Evangelischen Namenkalender[2]

## Werke (Auswahl)
- Andächtiger Hertzens-Klang ..., neu zusammengelesenes Gesangbuch ..., Stuttgart 1700
- Kurze Anleitung und wohlgemeinte Vorschläge, wie es mit einer nützlich- und erbaulichen Predigt-Art anzugreifen, Stuttgart 1700
- Christliche ... Erinnerungen ..., die Unterrichtung der Jugend in der Gottseeligkeit betr., Stuttgart 1700
- Biblisches Schatzkästlein oder vollständiges Spruchbuch, Stuttgart 1701
- Passionsspiegel oder 12 andächtige Betrachtungen über so viel merkwürdige Umstände des blutigen Leidens und Sterbens Jesu Christi, unsers Herrn, deren jede mit drei Liedern begleitet, Stuttgart 1702
- Das Neue Testament unseres Herrn und Heilands Jesu Christi ..., Mit ausführlichen Summarien..., Stuttgart 1704 Digitalisat
- Biblia, das ist: Die ganze Heil. Schrift Alten und Neuen Testaments..., Stuttgart 1704.